# アース賃貸保証
株式会社アース賃貸保証（アースちんたいほしょう）は、東京都中央区銀座に本社を置くビルマネジメント会社である。滞納賃料を保証する「賃貸保証システム」をメインに、安定した不動産運用のバックアップ・不動産物件の価値向上を目的とする「プロパティマネジメント」の受託・運営をしている。

## 事業
- 滞納賃料保証事業
- ビルマネジメント
- プロパティマネジメント業務の受託・運営管理
- ビル清掃業

## 沿革
- 2005年5月 - 株式会社アースビルマネジメントを中央区銀座に設立
- 2014年7月 - 株式会社アースビルマネジメントから株式会社アース賃貸保証に商号変更[1]